# William Irvine (Politiker, 1820)

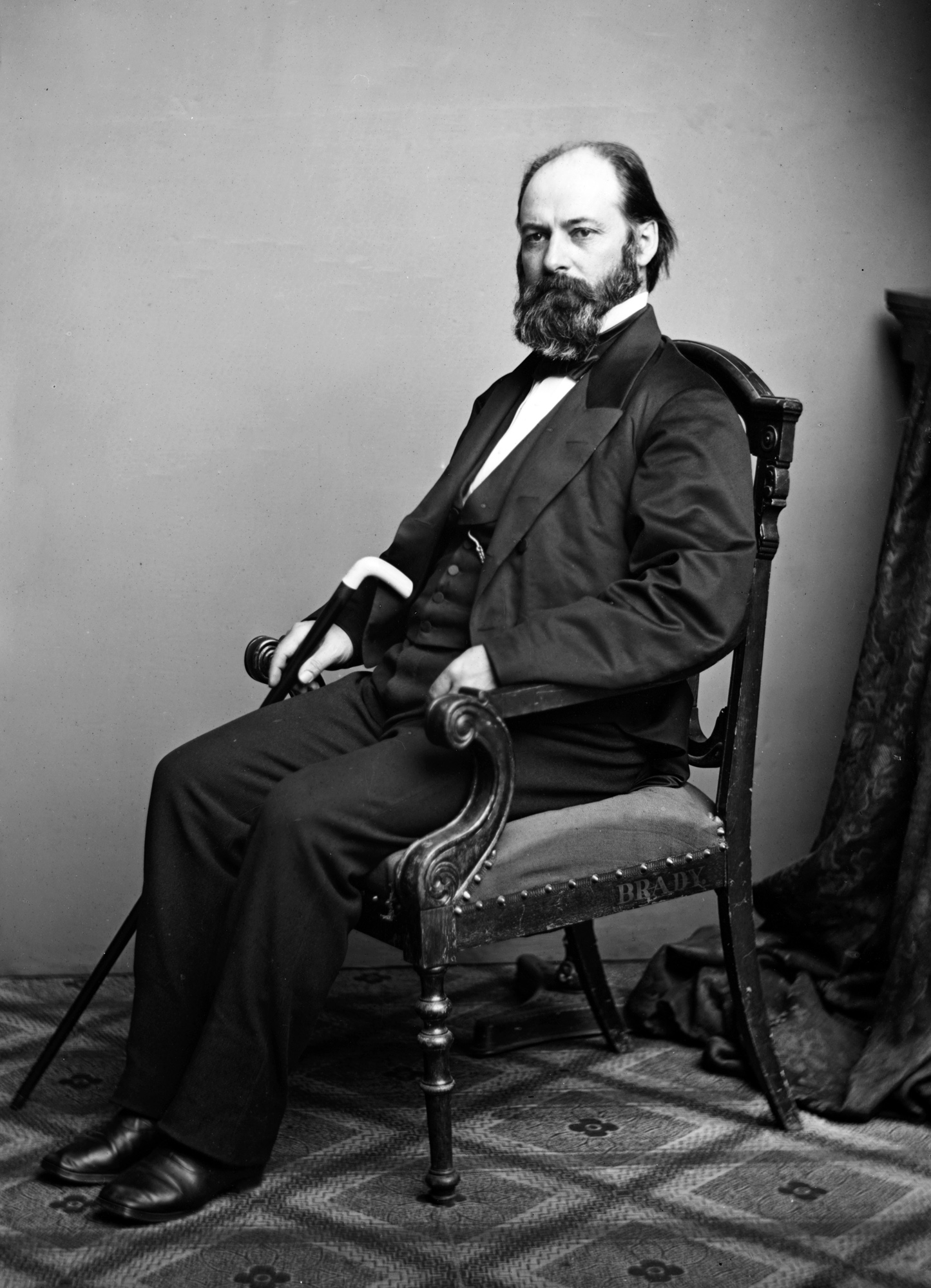
William Irvine

William Irvine (* 14. Februar 1820 in Whitneys Point, Broome County, New York; † 12. November 1882 in San Francisco, Kalifornien) war ein US-amerikanischer Politiker. Zwischen 1859 und 1861 vertrat er den Bundesstaat New York im US-Repräsentantenhaus.

## Leben
William Irvine besuchte die öffentlichen Schulen seiner Heimat. Nach einem anschließenden Jurastudium und seiner im Jahr 1849 erfolgten Zulassung als Rechtsanwalt begann er in  Corning in diesem Beruf zu arbeiten. Politisch schloss er sich der im Jahr 1854 gegründeten Republikanischen Partei an. Im Jahr 1856 war er Delegierter zur ersten Republican National Convention.
Bei den Kongresswahlen des Jahres 1858 wurde Irvine im 28. Wahlbezirk des Staates New York in das US-Repräsentantenhaus in Washington, D.C. gewählt, wo er am 4. März 1859 die Nachfolge von William H. Kelsey antrat. Bis zum 3. März 1861 absolvierte er eine Legislaturperiode im Kongress, die von den Ereignissen im unmittelbaren Vorfeld des Bürgerkrieges überschattet war.
Während des Krieges war Irvine an der Aufstellung eines Kavallerieregiments (Tenth Regiment, New York Volunteer Cavalry) beteiligt. Am 25. November 1861 wurde er Oberstleutnant in dieser Einheit. Später wurde er Brevet-Oberst und Brigadegeneral der Freiwilligen. Diesen Rang erreichte er aber erst kurz vor dem Kriegsende, am 13. März 1865. In den Jahren 1865 und 1866 war er als Adjutant General Mitglied im Stab von Gouverneur Reuben Fenton. Danach zog er nach Kalifornien, wo er bis zu seinem Tod am 12. November 1882 in San Francisco als Rechtsanwalt praktizierte.